# Vuelo 1771 de Pacific Southwest Airlines
El Vuelo 1771 de Pacific Southwest Airlines era un vuelo comercial que se accidentó cerca de Cayucos, California, Estados Unidos, el 7 de diciembre de 1987, como resultado de un plan de asesinato-suicidio por parte de uno de los pasajeros. Las 43 personas a bordo del avión murieron. El hombre que causó el accidente, David Burke (nacido el 18 de mayo de 1952), era un extrabajador enfadado de la USAir, la compañía matriz de PSA. USAir había comprado recientemente a PSA y estaba en el proceso de absorberla. Burke había sido despedido de USAir, entre otras sospechas, por robar 69 dólares de ingresos en cócteles durante un vuelo. Después de hablar con su supervisor, en un intento fallido por ser reinstalado, compró un boleto para el Vuelo 1771, un vuelo diario desde Los Ángeles a San Francisco. El Supervisor de Burke, Raymond F. Thomson, era un pasajero regular del vuelo, que tomaba durante su trayecto hacia y desde su trabajo.
Fue el primer desastre de este modelo de avión, y en su momento fue el mayor desastre aéreo de un Bae 146. Hoy es el cuarto peor por debajo del Vuelo 634 de Turkish Airlines (con 75 víctimas), el Vuelo 2933 de LaMia (con 71 víctimas) y el vuelo 2119 de China Northwest Airlines (con 55 muertos).

## Accidente

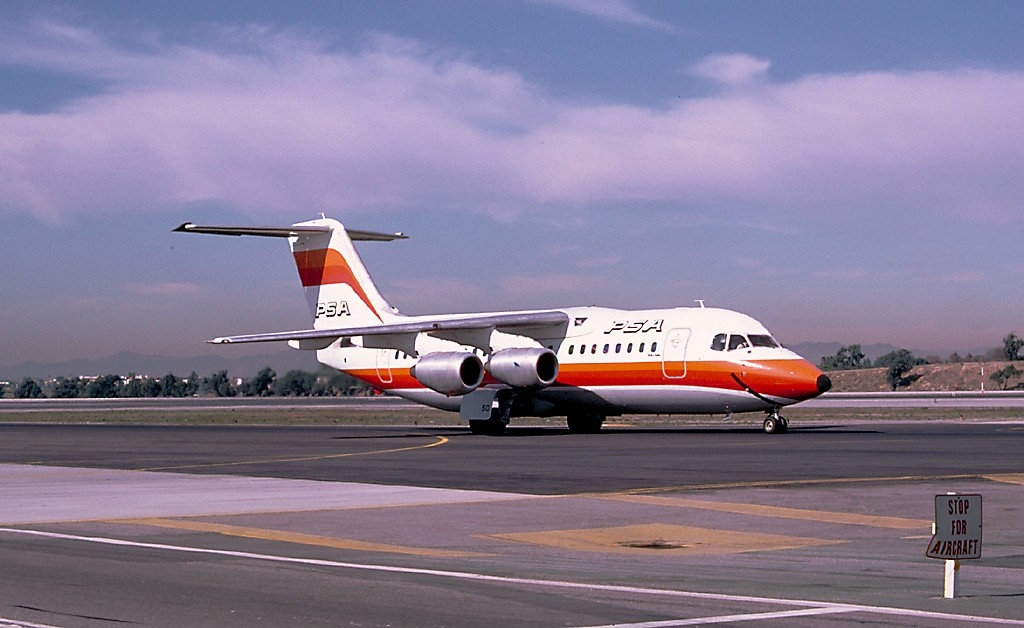
N350PS, el avión involucrado, en el Aeropuerto Internacional de Los Ángeles en 1986.

Usando todavía sus credenciales de USAir, Burke, armado con un revólver .44 Magnum que le había prestado un compañero de trabajo, fue capaz de eludir el control de seguridad de empleados en LAX. Después de abordar el avión, Burke escribió un mensaje en una bolsa para mareo que decía lo siguiente: "Hi Ray. I think it's sort of ironical that we ended up like this. I asked for some leniency for my family. Remember? Well, I got none and you'll get none." (Hola Ray, creo que es un poco irónico que acabemos así. Te pedí algo de consideración para con mi familia ¿Recuerdas? Bueno, no me la diste y tú tampoco la tendrás).
El avión, un tetramotor British Aerospace BAe 146-200 de 3 años, estaba en crucero a 22.000 pies (6.700 m) de altura a lo largo de la costa central de California, la registradora de voz de cabina (CVR) registró el sonido de dos disparos en la cabina. Es cuando Burke le disparó a Thomson causando su muerte. El copiloto informó al control de tráfico aéreo que un arma había sido disparada a bordo. La puerta de la cabina se abrió y una mujer, que se presume era una asistente de vuelo, dijo a la tripulación "Tenemos un problema". El capitán preguntó: "¿Qué tipo de problema?" Burke entonces le disparó a la asistente y anunció: "Yo soy el problema", disparando dos veces más dejando incapacitados o muertos a los pilotos. Varios segundos después, la CVR recogió el ruido cada vez mayor del aire contra el parabrisas cuando el avión entró en picada.
FRAGMENTO CVR
Auxiliar: Tenemos un problema a bordo.
Capitán: ¿Qué tipo de problema?
(Disparos a la auxiliar)
Burke: Yo soy el problema.
(Disparos a los pilotos)
(Último disparo)
FIN
Un disparo final fue escuchado después de un repentino silencio (cuando la aeronave alcanza la velocidad del sonido), y se especula que Burke mata también al jefe de pilotos de la aerolínea que iba de pasajero en el vuelo, y que pudo haber tratado de pilotar la aeronave. De acuerdo con Mayday: Catástrofes Aéreas, un fragmento de un dedo de Burke se recuperó con la pistola, y se sugirió que él sostuvo el arma hasta el momento del impacto. El avión descendió aumentando su velocidad hasta llegar a 1.2 mach a 13 000 pies (3 962.4 m) de altura, cuando se parte y las grabadoras se detienen. El avión se estrelló en la ladera de un rancho a las 16:16 horas, en las montañas de Santa Lucía cerca de El Paso de Robles y Cayucos. El avión se estima que se estrelló a una velocidad de 700 mph (1 100 km/h), desintegrándose al instante. Se cree que la aeronave impactó el suelo a unos  5 000 g's (veces la fuerza de la gravedad). El avión cayó en un ángulo de 70° con dirección sur, impactó una ladera rocosa, dejando un cráter de al menos 2 metros de profundidad y 4 metros de ancho, presumiblemente el tren de aterrizaje golpeó primero el suelo. Tras el excesivo impacto los restos volaron rápidamente por todas partes, quedando muchos objetos sin consumir por el subsiguiente incendio. Nadie sobrevivió al accidente. Los restos humanos estaban en pedazos muy pequeños; los más grandes fueron pies en zapatos. La fuerza del impacto fue tal que 27 de los pasajeros nunca fueron reconocidos.
Después de que el lugar del accidente fuera localizado por un helicóptero de CBS, los investigadores de la National Transportation Safety Board (NTSB) se unieron a la Oficina Federal de Investigaciones (FBI). Tras dos días de cavar a través de lo que quedaba del accidente, encontraron un arma de fuego con seis casquillos vacíos y la nota en la bolsa para el mareo escrita por Burke, indicando la posibilidad de que él fuera el responsable del accidente. Los investigadores del FBI también fueron capaces de levantar la huella digital de un fragmento de dedo atorado en el gatillo de la pistola, que identificó positivamente a Burke. Además de la evidencia descubierta en el lugar del accidente, surgieron otros factores: El compañero de trabajo de Burke admitió haberle prestado el arma, y Burke también había dejado un mensaje de despedida en la contestadora automática  de su novia.

## David Augustus Burke

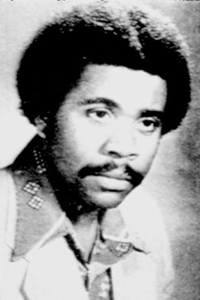
David A. Burke

El perpetrador, David Augustus Burke, nació 18 de mayo de 1952 en Croydon, Municipio de Croydon, Gran Londres, Reino Unido, de padres jamaicanos inmigrantes en el Reino Unido.
Previamente Burke había trabajado para una compañía aérea, en Rochester, Nueva York, donde era sospechoso de participar en una banda de contrabando de drogas que traía cocaína desde Jamaica a Rochester a través de la línea aérea y robo de $69 dólares (descubierto con la cámara oculta). Nunca fue acusado oficialmente, pero se informó que se trasladó a Los Ángeles para evitar sospechas.

## Nacionalidades
| Nacionalidad   | Pasajeros | Tripulación | Total |
| -------------- | --------- | ----------- | ----- |
| Estados Unidos | 34        | 5           | 39    |
| Alemania       | 3         | 0           | 3     |
| Reino Unido    | 1*        | 0           | 1     |
| Total          | 38        | 5           | 43    |

- Incluido el perpetrador David Augustus Burke.

## Consecuencias

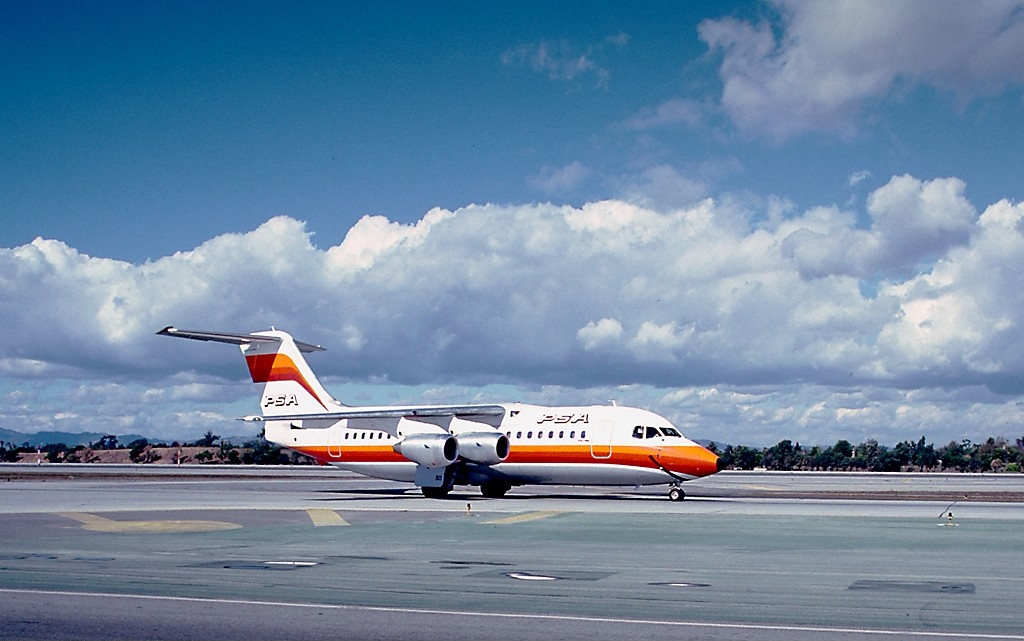
El avión involucrado en el accidente en noviembre de 1985.

Varias leyes federales se aprobaron después del accidente, incluyendo una que requería "la requisa inmediata de todas las credenciales de empleados" después de la finalización en una relación laboral en una línea aérea. Otra política también estableció que todos los tripulantes de vuelo de aerolínea iban a ser sometidos a las mismas medidas de seguridad que los pasajeros.
El accidente causó la muerte del presidente de Chevron EE. UU., James R. Sylla de 53 años, y de otros tres directores junto con otros tres funcionarios de Pacific Bell; que llevó también a muchas grandes empresas a crear o revisar sus políticas sobre viajes de ejecutivos en grupo.

## Dramatización
Un episodio de la serie de televisión Mayday recreó el accidente. El episodio está titulado "Crimen a bordo" en Latinoamérica, "Yo soy el problema" en España y "I'm the Problem" en la versión internacional.